# الحجة من السكوت

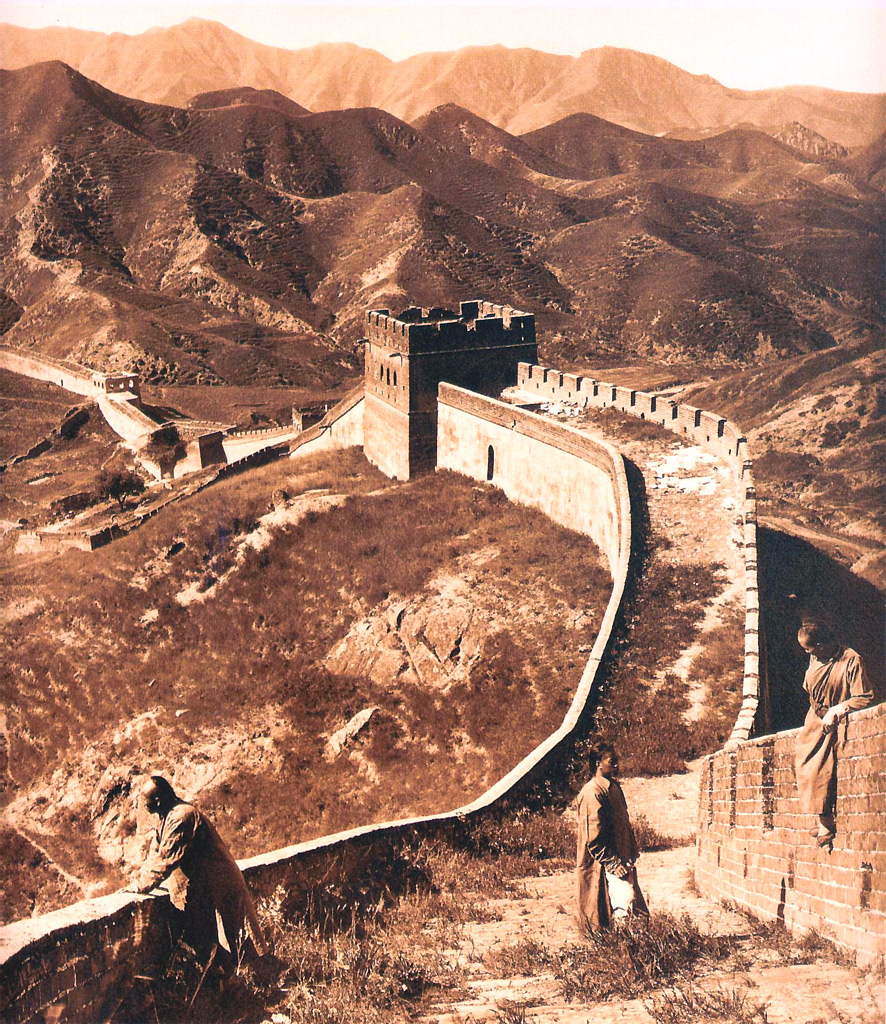
وثائق سفر ماركو بولو في حالة صمت فيما يتعلق بسور الصين العظيم، مما دفع البعض (على عكس الإجماع التاريخي) إلى الاعتقاد بأنّه لم يزره على الإطلاق.

الحجة من السكوت هو التعبير عن استنتاج يستند إلى عدم وجود بيانات في الوثائق التاريخية بدلاً من وجودها. في مجال الدراسات الكلاسيكية، يشير غالباً إلى التأكيد إلى أن المؤلف يجهل موضوعاً ما، استناداً إلى عدم وجود إشارات إليه في كتابات المؤلف المتاحة.
وهكذا هو الأمر في التحليل التاريخي للحجة من السكوت، حيث يتم استعمال عدم وجود إشارة إلى حدث ما أو أمر معين في وثيقة ما لإثارة الشكوك حول الحدث غير المذكور. وبينما تعتمد معظم النهج التاريخية على ما تحتويه أعمال المؤلف، تعتمد الحجة من السكوت على ما لا يحتويه الكتاب أو المستند [4]. يستخدم هذا النهج بالتالي ما «يجب أن يقوله» المؤلف بدلاً من ما هو متاح في كتابات المؤلف الباقية.
قد يتم تطبيق الحجة من السكوت على وثيقة فقط إذا كان من المتوقع أن يحصل المؤلف على المعلومات، وكان ينوي تقديم وصف كامل للوضع، وكان العنصر مهماً بدرجة كافية ومثيرة للاهتمام بما فيه الكفاية ليتم ذكره.
الحجة من السكوت –بناءً على فشل الكاتب في ذكر حدث ما- تختلف عن الحجة من الجهل التي تعتمد على «عدم وجود أدلّة شاملة» وتعتبر غير موثوق بها بشكل واسع؛ ومع ذلك، فإن الحجة من السكوت بحد ذاتها ضعيفة في كثير من الحالات، وتعتبر مغالطة منطقية.

## التحليل التاريخي

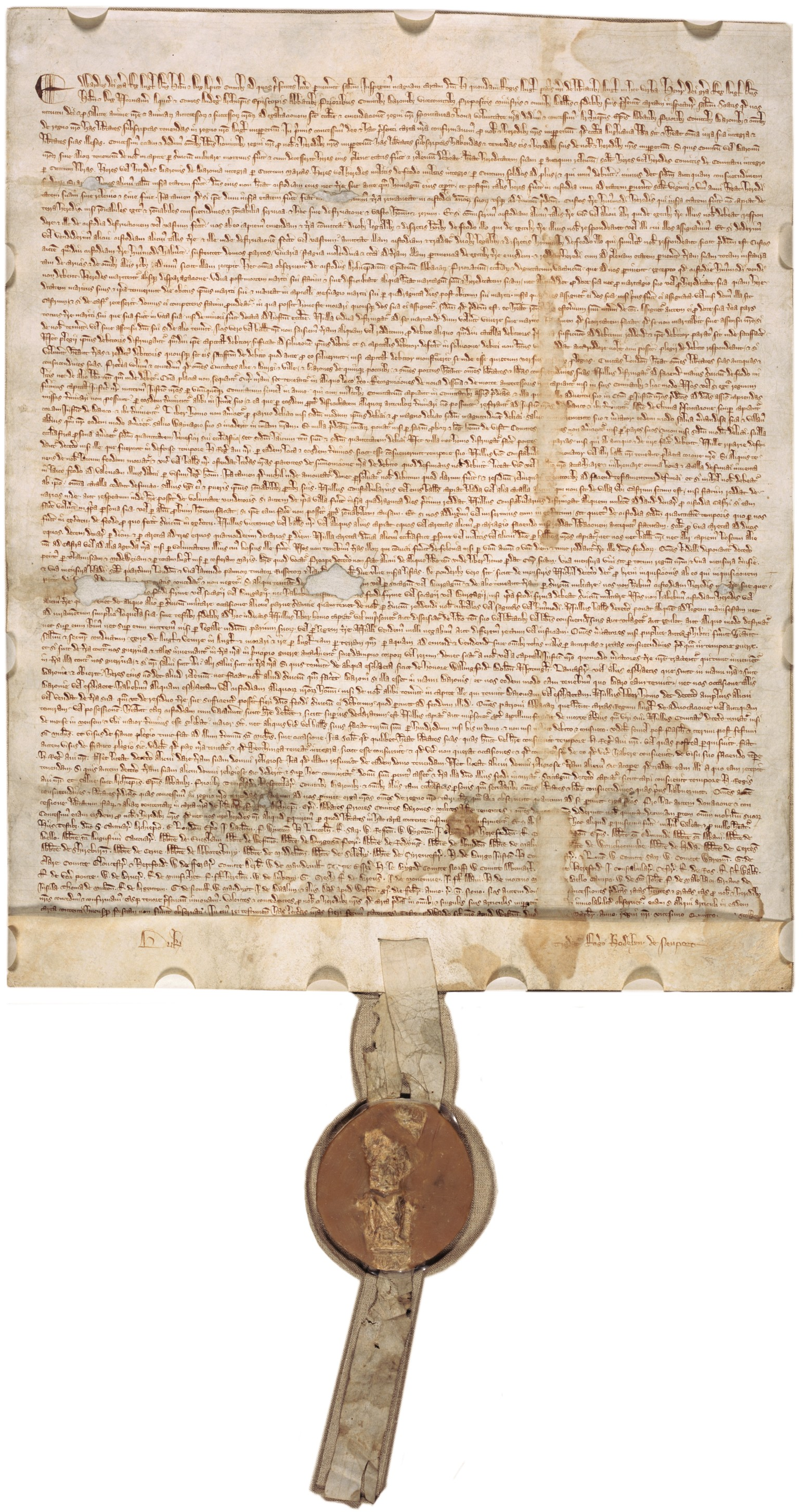
نسخة من ماغنا كارتا، 1287

### هيكل الحجّة
قدّم جون لانج الهيكل الأساسي لتحليل الحجة من السكوت على أساس ثلاث مكوّنات:
- مستند موجود (المستند D) لا يظهر فيه أي إشارة لحدث ما (الحدث E).
- من المعروف أن نية مؤلّف المستند كانت تقديم قائمة شاملة بجميع الأحداث ضمن فئة الأحداث التي ينتمي إليها الحدث E.
- يفترض أن يكون الحدث E نوعاً من الأحداث التي لن يتجاهلها مؤلف المستند D، في حال وقوع الحدث.

يتم اختيار قابلية تحقّق الشروط الثلاثة على أساس كل حالة على حدىً، ولا توجد قواعد جدليّة عامة لها، باستثناء خبرة المؤرخ في تقييم الموقف. في تحليل لانج، تعتبر الحجة من السكوت موحية فقط وليست حاسمة أبداً من الناحية المنطقية.
يذكر كل من أستاذي التاريخ مارثا هاول ووالتر برينير ان الحجة من السكوت لا يمكن أن تكون دليل افتراضي إلا إذا كان الشخص الذي لم يذكر المعلومات في وضع يسمح له بالحصول على المعلومات، وكان يزعم أنّه يقدّم رواية كاملة للقصة في السؤال. يقول هاول وبيرنيير أن الحجة من السكوت تواجه صعوبة أننا لا نستطيع افتراض أن المؤلف قد سجّل الحقيقة المعنية؛ لأنه إذا لم تكن الحقيقة مهمّة بما يكفي للمؤلّف، فسيتم استبعادها.
يقول أستاذ اللغة الإنكليزية مايكل دنكان أنه هناك القليل جداً من التحليلات العلمية للحجة من السكوت. ولكن حتى هذه التحليلات عادةً ينظر إليها إلى أنها خاطئة. يضيف دنكان أن الحجة من السكوت لم يتم ذكرها في كتابات دحض أرسطو أو كتابات هاملين الخاطئة، لكن كلا النصّين يناقشان حالة مشابهة للحجة من الجهل. صرّحت إيريتا بيسا، أستاذة الكلاسيكيات بجامعة ويلز «بصراحة، إن الحجة من السكوت غير صالحة». يقول ديفيد هينيغ أنّه على الرغم من المخاطرة، فإن مثل هذه الحجج يمكن أن تلقي الضوء في بعض الأحيان على الأحداث التاريخية.

### مصلحة المؤلّف
تلعب أهميّة الحدث للمؤلّف المعاصر دوراً في قرار ذكره للحدث، ويذكر المؤرّخ كريشناغي تشيتنيس أنّه من أجل تطبيق الحجة من السكوت، يجب أن تكون ذات أهميّة للشخص المتوقّع الذي سيسجّلها، وإلا فإنه قد يتجاهلها. مثلاً في حين أن المؤرّخين في وقت سابق أشادوا بماغنا كارتا كوثيقة وطنيّة عظيمة، إلا أن المؤلّفين المعاصرين لم يسجّلوا حتّى كلمة واحدة عن أهميتها؛ بالنسبة لهم كانت الوثيقة إقطاعيّة وذات أهميّة منخفضة من بين العديد من العناصر الأخرى التي تبدو متشابهة.
يلاحظ الكلاسيكيّ تيموثي بارنز أنّ تدنّي مستوى الاهتمام والتوعية بالمسيحيين داخل الإمبراطوريّة الرومانيّة في بداية القرن الأوّل أدّى إلى عدم وجود أي ذكر واضح لهم من قبل المؤلّفين الرومانيين مثل مارتياليس وجوفينال، على الرغم من أن المسيحيين كانوا حاضرين في روما منذ عهد كلوديوس (41-54م) وأشار كلا المؤلفين إلى اليهوديّة.
يقول اللاهوتيّ بيتر لامب أنّه خلال القرنين الأولين، قد يرجع صمت المصادر الرومانية عن المسيحيين في روما جزئياً إلى حقيقة أن المسيحيين كانوا غالباً يحتفظون بمسيحيتهم لأنفسهم بدون أن يعلنوا عن هويتهم.

### أمثلة

#### طلبات الإقناع
مثال مقنع عن تطبيق «الحجة من السكوت» هو أنّه في حين أن محرري التلمود يروشمالي وبالإلي يذكرون المجتمع الآخر، إلا أن معظم العلماء اعتقدوا أن هذه الوثائق كانت مكتوبة بشكل شخصي مستقل؛ وكتب لويس جاكوبس «إذا كان لمحرّري التلمود إمكانية الوصول إلى نص فعلي، من غير المتوقّع أنهم لم يذكروا ذلك. هذه «الحجة من السكوت» مقنعة للغاية.»
في بعض الأحيان قد يكون لصمت المصادر المتعدّدة قيمة إثباتية تلقي الضوء على الظروف التاريخية. على سبيل المثال، يوضّح جايكوب نيوسنر أن الحجّة من السكوت بشأن عدم وجود منفيين، تلقي الضوء على العلاقة بين اليهود والإدارة الفارسية في بابل.
مثال آخر عن تطبيق الحجّة من السكوت، هو صمت شيشرون على أعمال الخطابة التي كتبها كاتو. الحجّة التي اكتسبت قوّتها من حقيقة أن كاتو كان شخصيّة مهمّة في «بروتوس» الذي كتبه شيشرون، وكان من الممكن أن يتم الاستشهاد به [17] . وعلى الرغم من أن صمت شيشرون على كاتو هو «حجّة من السكوت» بشكل مقنع، إلا أن نفس القوة لا تنطبق على صمت شيشرون حول السعي وراء كيليوس، حيث أشار مايكل ألكسندر إلى أن عدداً من العوامل ربما حالت شيشرون دون ذكرها.

#### التطبيقات الفاشلة
أشار ييفا إلى مخاطر «الحجة من السكوت»، حيث أن عدم وجود إشارات إلى مجموعة من الرموز الرهبانية من قبل المعاصرين أو حتّى من قبل التلاميذ لا يعني أنّه لم يكن موجوداً أبداً. يتضّح هذا بشكل كبير من خلال «قواعد الطهارة» التي وضعها تشانجلو زونجزي والتي كتبها لدير تشان في عام 1103. وقد كتب أحد معاصريه مقدمة لمجموعة من كتاباته مهملاً أن يذكر رمزه. ولا تشير أي من سيرته الذاتية أو «مستندات نقل الضوء» ولا مستندات «الأرض النقية» إلى مجموعة زونجزي من الكود الرهباني. ومع ذلك توجد نسخة من الكود الذي يعرّف فيه المؤلّف نفسه.
يشير المؤرّخ بيير براينت إلى أن الاكتشاف الأخير لمذكّرة جمركيّة يرجع تاريخها إلى زمن زيركسيس وتسجّل فرض الضرائب على السفن، يتخطّى الأسباب السابقة حول نوع الازدهار التجاري المرتبط بصيدا بناءً على الصمت النسبي في النصوص حول الطرق، وتذكير بمخاطر أي حجّة من السكوت.
اعتمدت فرانسيس وود في كتابها المثير للجدل «هل ذهب ماركو بولو إلى الصين؟» على الحجة من السكوت. جادلت وود بأن ماركو بولو لم يذهب إلى الصين أبداً واختلق رواياته لأنه لم يذكر عناصر من المشهد المرئي مثل الشاي، ولم يسجّل سور الصين العظيم، وإهماله في تسجيل ممارسات مثل ربط القدم. وقالت أنه لا يمكن لأي شخص خارجي قضاء 15 عاماً في الصين بدون مراقبة وتسجيل هذه العناصر.
يذكر أستاذا الفلسفة ستيفن بينكر ودنكان بريتشارد أن «الحجة من السكوت» ضعيفة عموماً ويمكن أن تضيع في كثير من الحالات، وتشير إلى أمثلة كإهمال ماركو بولو لسور الصين العظيم، أو صمت بليني يونغر عن تدمير بومبي وهرقل عندما ناقش ثوران فيزوف 79م بالتفصيل في رسائله.

#### الاستخدام بحذر
يلاحظ بعض المؤرخين الأخطار العامّة للحجة من السكوت، لكنّهم يستعملونها في حالات محدّدة كدليل على مستويات النشاط المهني داخل مجتمعات القرون الوسطى، على سبيل المثال يقول المؤرّخ جون إي لو أنّه في حين أن الحجة من السكوت تعتبر خطيرة دائماً، إلا أنه يمكن استعمالها كمؤشر على انخفاض مستوى العمالة العسكرية المحليّة في كاميرينو لصالح دا فارانو في العصور الوسطى.
```
وبالمثل تماماً، تذكر المؤرخة باتريشا سكينر أنّه بعد حساب مخاطر الحجة من السكوت فإنها قد تقدّم مؤشراً على ندرة الإناث في مجال الطب في جنوب إيطاليا في القرون الوسطى.
[
21
]
```

أشار المؤرّخ جيمس أميلانج إلى أنّه على الرغم من أن السيرة الذاتية لفناني العصور الوسطى المبكرة صامتة بشكل مدهش بشأن القضايا المتعلّقة بالتجارة والحرفية الخاصة بهم، إلا أن الحجة من السكوت تتضمّن مخاطر كإعطاء المؤرخين وزناً لأهمية الماضي في ضوء التركيز على التشديد الحديث.
يلاحظ باري جيه كوك –وهو أمين المتحف البريطاني للمتحف الأوروبي للعملات المعدنيّة- مخاطر الحجة من السكوت، لكنّه يذكر أنّها قد تلقي الضوء على نزعة القرون الوسطى لاستخدام المنكر الفرنسي من لومان أمام أنجو.
صرّح غريغ ووكر –وهو أستاذ البلاغة واللغة الإنكليزية- أنّه خلال عهد هنري الثامن، عدم وجود إشارات للمسرحيات الخاصة بنيكولاس أودال (على سبيل المثال مسرحيّة جمهورية الدومينيكان) لا تدعم بالضرورة عدم عرضها على مسرح؛ ولدعم حجّته قدّم أدلّة أخرى مثل أوامر الدفع الصادرة بحق أودال من أجل أقنعة الأداء.

## الجوانب القانونية
أبدى روب روبنفيلد –وهو أستاذ القانون في كليّة الحقوق بجامعة ييل- مثالاً على صعوبة تطبيق الحجة من السكوت في القانون الدستوري، موضّحاً انّه على الرغم من أنّه يمكن استخدام الحجة من السكوت لاستخلاص استنتاجات حول نيّة واضعي دستور الولايات المتّحدة الأمريكيّة، لكن يمكن أن يؤدي تطبيقها إلى استنتاجين مختلفين، وبالتالي لا يمكن استعمالها لتسوية المشكلات.
في سياق لجنة الحقيقة المغربية لعام 1999 فيما يتعلّق بالتعذيب والاعتقالات السرية، صرّح وو ولييفسكو بأن حقيقة التزام شخص ما بالصمت ليس دليلاً على جهله بمعلومات محدّدة. ويشيرون إلى أن عدم وجود سجلّات حول تعذيب السجناء بموجب برنامج الاعتقال السرّي ليس دليلاً على أن مثل هذه الاعتقالات لا تنطوي على التعذيب، أو أنّ بعض الاعتقالات لم تحدث.